# Municipio de Ninnescah (condado de Kingman)
El municipio de Ninnescah (en inglés: Ninnescah Township) es un municipio ubicado en el condado de Kingman en el estado estadounidense de Kansas. En el año 2010 tenía una población de 273 habitantes y una densidad poblacional de 1,51 personas por km².

## Geografía
El municipio de Ninnescah se encuentra ubicado en las coordenadas 37°35′47″N 98°8′41″O / 37.59639, -98.14472. Según la Oficina del Censo de los Estados Unidos, el municipio tiene una superficie total de 181.14 km², de la cual 179,86 km² corresponden a tierra firme y (0,71 %) 1,28 km² es agua.

## Demografía
Según el censo de 2010, había 273 personas residiendo en el municipio de Ninnescah. La densidad de población era de 1,51 hab./km². De los 273 habitantes, el municipio de Ninnescah estaba compuesto por el 100 % blancos. Del total de la población el 0,37 % eran hispanos o latinos de cualquier raza.